# Митакэуми Хисаси
Митакэуми Хисаси (яп. 御嶽海 久司, род. 25 декабря 1992, Агемацу, префектура Нагано, Япония; имя при рождении – Омити Хисаси) — японский профессиональный сумоист. Он относится к школе Дэваноуми.
Ёкодзуна-любитель университета Тоё, в профессиональном сумо дебютировал в марте 2015 года, в том же году достиг макуути.
Митакэуми имеет десять специальных призов и два кимбоси за победу над ёкодзунами. Высший ранг — одзэки.

## Детство и молодость
Митакэуми родился под именем Хисаси Омити 25 декабря 1992 года в семье японца и филиппинки. Он начал заниматься сумо в начальной школе, присоединившись к клубу сумо Кисо. К концу начальной школы он занял второе место на Всеяпонском турнире чемпионата по сумо среди начальных школ. Во время учебы в средней школе Кисо Фукусима он входил в восьмерку лучших среди своих сверстников на национальном уровне. В девятом классе он занял третье место в соревнованиях юниоров по сумо на Национальном спортивном фестивале. Окончив школу, он поступил на юридический факультет Университета Тоё.
В университете Тоё он успешно выступал на соревнованиях и заработал 15 титулов. На четвертом курсе университета он стал университетским ёкодзуна, а в декабре стал ёкодзуна-любителем. Это звание дало ему право начать участвовать в профессиональных турнирах в ранге макусита 10. Изначально он собирался не становиться профессиональным сумоистом, а стать госслужащим префектуры Вакаяма. Тем не менее, Огинохана, хозяин школы Дэваноуми, убедил его помочь возродить школу и поэтому Митакэуми присоединился к школе 12 февраля 2015 года. Он стал первым учеником нового хозяина школы, который только сменил своего предшественника (бывшего сэкивакэ Васюяма).

## Карьера

### Ранняя карьера
Он впервые вошел в дохё на турнире в марте 2015 года и получил имя Митакэуми. Его имя происходит от горы Онтаке, расположенной недалеко от его родного города Агемацу (иероглиф 御 в названии горы можно читать как «Он» или «Ми»). Часть его имени «Уми» происходит от его школы Дэваноуми. Хотя Митакэуми потерпел первое поражение в качестве профессионального сумоиста от Дайсёхо во втором поединке турнира, он смог финишировать со счётом 6-1. Это продвинуло его до ранга восточного макусита № 3 в следующем турнире, где он добился счёта 6-1 и поднялся до дзюрё — второго дивизиона сумо — в июльском турнире. Он стал 11-м борцом, попавшим в дзюрё после двух турниров.
В своем первом турнире дзюрё, в июле 2015 года, Митакэуми стал чемпионом со счётом 11-4. На 10-й день турнира он потерпел поражение, а также получил резкий удар в рот от Дзёкёрю, однако смог вернуться на следующий день и одержать победу.

### Карьера вмакуути
На сентябрьском турнире 2015 года Митакэуми финишировал с результатом 12-3 в ранге дзюрё № 5 и был переведен в дивизион макуути на ноябрьском турнире на Кюсю. Он стал первым борцом, вошедшим в высший дивизион из префектуры Нагано с тех пор, как Оваси ушел из сумо в январе 1978 года (этот период в 37 лет был самым длинным среди всех префектур).
Он добился счёта 8-7 в своем дебютном матче в высшем дивизионе. Во время турнира в январе 2016 года он заболел гриппом, что привело к его первому проигрышу в высшем дивизионе, однако за этим турниром последовали два сильных выступления 10-5 и 11-4, благодаря чему он получил свой первый специальный приз — приз за боевой дух — в мае 2016 г. Он дебютировал в санъяку на турнире в ноябре 2016 года. Ему удалось одержать только 6 побед, и он окончил турнир с счётом 6-9. В целом 2016 оказался хорошим годом для Митакэуми — он смог пройти три турнира с двузначными победами, выиграл свой первый приз и попал в комусуби, а также стал 53-м победителем ежегодной премии «Лучший новичок в макуути», спонсируемой ChuSpo.
Митакэуми начал первый турнир в январе 2017 года с победы над одзэки Гоэйдо, а на 2-й день он заработал свой первый кимбоси за победу над Харумафудзи. Он также победил ёкодзуна Какурю на 4-й день. Он закончил турнир с 11 победами и был награжден призом за техническое совершенство. Он вернулся в санъяку в мартовском турнире 2017 года в и доблся результата 9-6. В мае он победил Какурю в первый день и Харумафудзи на 11-й день (первое поражение Харумафудзи на турнире). Он закончил с результатом 8-7 и впервые получил награду за выдающееся выступление. Его повысили до сэкивакэ на июльском турнире 2017 года, и он стал первым борцом из школы Дэваноуми, достигшим этого уровня после Дэванохана в 1982 году. На этом турнире он победил ёкодзуна Кисэносато в день открытия, а на 11-й день — лидера турнира Хакухо, который выигрывал серию из 25 матчей. Единственная предыдущая победа Митакэуми над Хакухо была технической, когда ёкодзуна выбыл из турнира в марте 2017 года из-за травмы. Он закончил турнир с результатом 9-6 и получил вторую подряд награду за выдающееся выступление. Митакэуми сохранял свой ранг сэкивакэ на сентябрьском и ноябрьском турнирах, и был единственным борцом в макуути, добившимся катикоси на каждом турнире 2017 года. Результат 7-8 в марте 2018 привел к тому, что его понизили до комусуби, но в мае он одержав 9 побед и вернулся в сэкивакэ.
На июльском турнире в Нагое Митакэуми выиграл первые одиннадцать матчей. После побед над одзэки Гоэйдо на 13-й день и над Тотиодзаном на 14-й день (ёрикири) он выиграл титул. В интервью сразу после матча он с трудом отвечал на вопросы, изо всех сил пытался сдержать свои эмоции и даже заплакал. Он стал первым борцом из школы Дэваноуми, выигравшим титул чемпиона высшего дивизиона после Миэноуми в 1980 году. Несмотря на поражение от Ютакаямы в финальном матче, он был награжден Кубком Императора как чемпион, а также специальными призами за технику и выдающееся выступление.
Говорили, что Митакэуми может быть повышен до одзэки, если он покажет ещё один хороший результат в сентябре, но он проиграл пять боев подряд с и закончил с счётом 9-6. Он потерял свой ранг сэкивакэ после макэкоси 7-8 в ноябре, но начал турнир в январе 2019 года с пяти побед подряд, после чего повредил колено в поединке с Мёгирю на 6-й день. Он был вынужден пропустить дни с 7 по 10 из-за травмы, но вернулся на 11-й день и победил ёкодзуна Хакухо, для которого это стало первым поражением в турнире. Он завершил турнир с восемью победами и был удостоен награды за выдающееся выступление за победу над обоими ёкодзуна и победителем турнира Тамаваси. Он стал первым борцом с тех пор, как в 1947 году были учреждены специальные призы, который смог получить приз, несмотря на то, что пропустил несколько боев из-за травмы. Несмотря на результат 7-8 в марте, он сохранил ранг комусуби и вернулся в сэкивакэ после девяти победа в мае. Ещё девять побед в июле позволили ему участвовать в следующем турнире как санъяку 16-й раз подряд.
На сентябрьском турнире 2019 года после поражения от Асаноямы в своем первом матче Митакэуми выиграл следующие шесть поединков, но проиграл Такакэйсё на 8-й день. Он потерпел поражение от Рюдена в 11-й день, но победа над Гоэйдо на 14-й день (в котором он использовал хенку) позволила ему войти в последний день в состязание за лидерство вместе с Окиноуми и Такакэйсё. После того, как Такакэйсё победил Окиноуми, Митакэуми обеспечил себе место в плей-офф за титул, победив Эндо с помощью ёрикири. В плей-офф Митакэуми уклонился от попытки Такакэйсё выполнить опускание, обеспечил двойной внутренний хват и быстро вытесненил за круг своего соперника. Митакэуми выиграл свой второй чемпионат высшего дивизиона, а также получил награду за выдающееся выступление.
Митакэуми требовалось сильное выступление и счёт в басё в ноябре 2019 года, чтобы обеспечить повышение до одзэки. На 3 день он сильно повредил правый глаз в поединке с Мэйсэем. После этого Митакэуми так и не восстановился, финишировал с проигрышным счетом 6-9 и лишился всех шансов на повышение. Вместо этого он был понижен в должности с сэкивакэ до маэгасиры запада № 2 на басё в январе 2020 года. Это был его первый раз в ранге маэгасира с января 2017 года. В басё в марте 2020 года он одержал 10 побед, обеспечив себе повышение до сэкивакэ на басё в июле 2020 года, где он одержал 11 побед и победил Асанояму и Хакухо. Ему был присужден шестой приз за выдающееся выступление. В ноябре 2020 года он показал макэкоси 7-8 и был понижен до комусуби на турнире в январе 2021 года. На майском турнире 2021 года показал результат 10-5 и вновь вернул ранг сэкивакэ.
23 января 2022 года завоевал третий в своей карьере Кубок Императора, выиграв Хацу басё, январский турнир в Токио, с результатом 13-2, при этом, победив ёкодзуну Тэрунофудзи в последний день турнира. 26 января 2022 года Совет директоров Японской Ассоциации сумо присвоил Митакэуми звание одзэки.
На майском турнире 2022 года показал статистику 6-9 и впервые со времен повышения оказался в кадобане – статусе одзэки, который защищает свой ранг. На следующем турнире, чтобы сохранить звание одзэки, ему необходимо было зафиксировать положительный счет (катикоси). На июльском турнире при счете 2-7 Митакэуми вынужден был покинуть турнир из-за коронавируса, ему было засчитано поражение без борьбы (счет стал 2-8), а закончил он со статистикой 2-8-5. Тем не менее, Японская Ассоциации сумо приняла решение дать сумотори еще один шанс, и на сентябрьский турнир он снова вышел в статусе одзэки в кадобане. Однако сохранить ранг ему не удалось – Митакуэми показал статистику 4-11 и был разжалован в сэкивакэ с правом вернуть более высокий ранг, если на ноябрьском турнире он выиграет не менее 10 поединков.
На последнем турнире 2022 года показал статистику 6-9, зафиксировал макэкоси и впервые с марта 2020 года оказался вне санъяку (одного из высших разрядов сумоистов), опустившись на позицию рядового бойца — маэгасиры.
После понижения перестал показывать стабильные результаты, на турнире в сентябре 2024 года зафиксировал статистику 4-11, в январе 2025 — 3-12. На мартовском турнире 2025 года, занимая позицию семнадцатого маэгасиры, показал результат 6-9 и был понижен во второй дивизион дзюрё, оказавшись в нём впервые с 2015 года. На турнире в мае 2025 года показал статистику 8-7, заслужив возвращение из дзюрё в макуути. К июлю 2025 года заслужил возвращение в макуути.

## Результаты выступлений
| Год в сумо | Январь Хацу басё, Токио     | Март Хару басё, Осака     | Май Нацу басё, Токио       | Июль Нагоя басё, Нагоя        | Сентябрь Аки басё, Токио  | Ноябрь Кюсю басё, Фукуока |
| --- | --------------------------- | ------------------------- | -------------------------- | ----------------------------- | ------------------------- | ------------------------- |
| 2015 | x                           | Макусита-цукэдаси #10 6–1 | Макусита #3 востока 6–1    | Дзюрё #12 запада 11–4 Чемпион | Дзюрё #5 запада 12–3      | Маэгасира #11 запада 8–7  |
| 2016 | Маэгасира #10 запада 5–8–2  | Маэгасира #13 запада 10–5 | Маэгасира #8 запада 11–4 Д | Маэгасира #1 востока 5–10     | Маэгасира #5 запада 10–5  | Комусуби востока 6–9      |
| 2017 | Маэгасира #1 запада 11–4 Т★ | Комусуби востока 9–6      | Комусуби востока 8–7 В     | Сэкивакэ запада 9–6 В         | Сэкивакэ востока 8–7      | Комусуби востока 9–6      |
| 2018 | Сэкивакэ востока 8–7        | Сэкивакэ востока 7–8      | Комусуби востока 9–6       | Сэкивакэ запада 13–2 ВТ       | Сэкивакэ востока 9–6      | Сэкивакэ востока 7–8      |
| 2019 | Комусуби запада 8–4–3 В     | Комусуби востока 7–8      | Комусуби запада 9–6        | Сэкивакэ востока 9–6          | Сэкивакэ востока 12–3 В   | Сэкивакэ востока 6–9      |
| 2020 | Маэгасира #2 запада 7–8     | Маэгасира #3 запада 10–5  | Отмена басё 0–0–15         | Сэкивакэ запада 11–4 В        | Сэкивакэ запада 8–7       | Сэкивакэ востока 7–8      |
| 2021 | Комусуби запада 9–6         | Комусуби запада 8–7       | Комусуби востока 10–5      | Сэкивакэ запада 8–7           | Сэкивакэ востока 9–6      | Сэкивакэ востока 11–4     |
| 2022 | Сэкивакэ востока 13–2 Т     | Одзэки запада 11–4        | Одзэки востока 6–9         | Одзэки востока 2–5–8          | Одзэки востока 4–11       | Сэкивакэ запада 6–9       |
| 2023 | Маэгасира #2 востока 7–8    | Маэгасира #3 востока 4–11 | Маэгасира #6 запада 9–6    | Маэгасира #2 запада 2–13      | Маэгасира #11 востока 9–6 | Маэгасира #9 запада 8–7   |
| 2024 | Маэгасира #9 востока 6–9    | Маэгасира #10 запада 9–6  | Маэгасира #7 запада 8–7    | Маэгасира #2 запада 7–8       | Маэгасира #3 востока 4–11 | Маэгасира #7 запада 7–8   |
| 2025 | Маэгасира #7 запада 2–13    | Маэгасира #17 востока 6–9 | Дзюрё #1 востока 8–7       | Маэгасира #16 запада 10–5     | Ещё не состоялся          | Ещё не состоялся          |
| Результат приведен как победил-проиграл-снялся Юсё (победа) Дзюнъюсё (второе место) Интай (отставка) Не выступал в макуути Специальные призы: Д=За боевой дух (Канто-сё); В=За выдающееся выступление (Сюкун-сё); Т=За техническое совершество (Гино-сё) Ещё показаны: ★=Кимбоси; P=Участие в дополнительном финале Лиги: Макуути — Дзюрё — Макусита — Сандаммэ — Дзёнидан — Дзёнокути Ранги макуути: Ёкодзуна — Одзэки — Сэкивакэ — Комусуби — Маэгасира |                             |                           |                            |                               |                           |                           |

## Стиль боя
Наиболее распространенные кимаритэ Митакэуми — это осидаси, ёрикири и хатакикоми. Он делает упор на скорость и пытается быть первым борцом, который сделает два шага (а не один) к своему противнику. Он тренируется нетрадиционными методами, такими как прыжки со скакалкой и бег в гору, чтобы развить скорость.